# Xantholeon helmsi
Xantholeon helmsi is een insect uit de familie van de mierenleeuwen (Myrmeleontidae), die tot de orde netvleugeligen (Neuroptera) behoort. 
Xantholeon helmsi is voor het eerst wetenschappelijk beschreven door Tillyard in 1916.